# Kuşçimeni, Kiğı
Kuşçimeni là một xã thuộc huyện Adaklı, tỉnh Bingöl, Thổ Nhĩ Kỳ. Dân số thời điểm năm 2010 là 71 người.